# Andrew Slack
Andrew Gerard Slack (Brisbane, 24 settembre 1955) è un ex rugbista a 15, allenatore di rugby a 15 e giornalista australiano, tre quarti centro, capitano degli Wallabies alla Coppa del Mondo di rugby 1987.

## Biografia
Nel rugby fin dall'età di 10 anni, entrò a 15 nelle giovanili dei Brisbane Souths, nella cui prima squadra esordì nel 1973 a 18 anni e con cui vinse la Premiership del Queensland nel 1986.
Due anni più tardi fu chiamato a rappresentare lo Stato del Queensland, per il quale scese in campo in totale 133 volte fino al 1988, record superato solo nel 2006 da Mark Connors che giunse a 134.
Nel 1978 Slack esordì negli Wallabies in un test match a Brisbane contro il Galles; prese parte a diverse edizioni della Bledisloe Cup, una delle quali, la serie vinta nel 1986, rimane a suo giudizio il suo più grande risultato internazionale.
Al suo attivo anche una stagione in Irlanda (1982-83) nei Wanderers di Dublino.
Divenne capitano della Nazionale alla vigilia del tour del 1984 in cui gli Wallabies conquistarono il Grande Slam nelle Isole britanniche per la prima volta nella loro storia; fu anche il capitano della squadra presente alla Coppa del Mondo di rugby 1987, la prima edizione assoluta di tale torneo.
Il suo ultimo incontro fu la finale del terzo posto della Coppa del Mondo, persa contro il Galles, l'avversario del suo esordio internazionale.
Nel 1988 giunse il ritiro dal rugby giocato e l'inizio dell'attività di giornalista e commentatore sportivo presso Channel Nine.
Dal 1993 al 1998 fu allenatore in seconda del Queensland, che accompagnò nelle prime edizioni professionistiche del Super Rugby; fu osservatore per la Federazione australiana tra il 1999 e il 2002 e, nella stagione del Super 12 2003, fu allenatore dei Reds, la franchise professionistica del Queensland.
Dal 2010 figura nell'Australian Rugby Hall of Fame; in parallelo alla sua attività di giornalista e reporter è anche insegnante, professione che ha sempre esercitato fin dagli anni dell'attività agonistica.

## Palmarès
- Queensland Premier Rugby: 1
Souths: 1986